# Glaucoammina
Glaucoammina es un género de foraminífero bentónico de la familia Glaucoamminidae, de la superfamilia Hormosinoidea, del suborden Hormosinina y del orden Lituolida. Su especie tipo es Reophax trilateralis. Su rango cronoestratigráfico abarca el Holoceno.

## Discusión
Clasificaciones previas incluían Glaucoammina en la superfamilia Textularioidea, así como en el suborden Textulariina del orden Textulariida o en el orden Lituolida sin diferenciar el suborden Hormosinina.

## Clasificación
Glaucoammina incluye a las siguientes especies:
- Glaucoammina trilateralis